# Pseudichneutes flavicephalus
Pseudichneutes flavicephalus är en stekelart som beskrevs av He, Chen och Van Achterberg 1997. Pseudichneutes flavicephalus ingår i släktet Pseudichneutes och familjen bracksteklar. Inga underarter finns listade i Catalogue of Life.